# Dongen

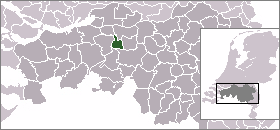
Dongens läge

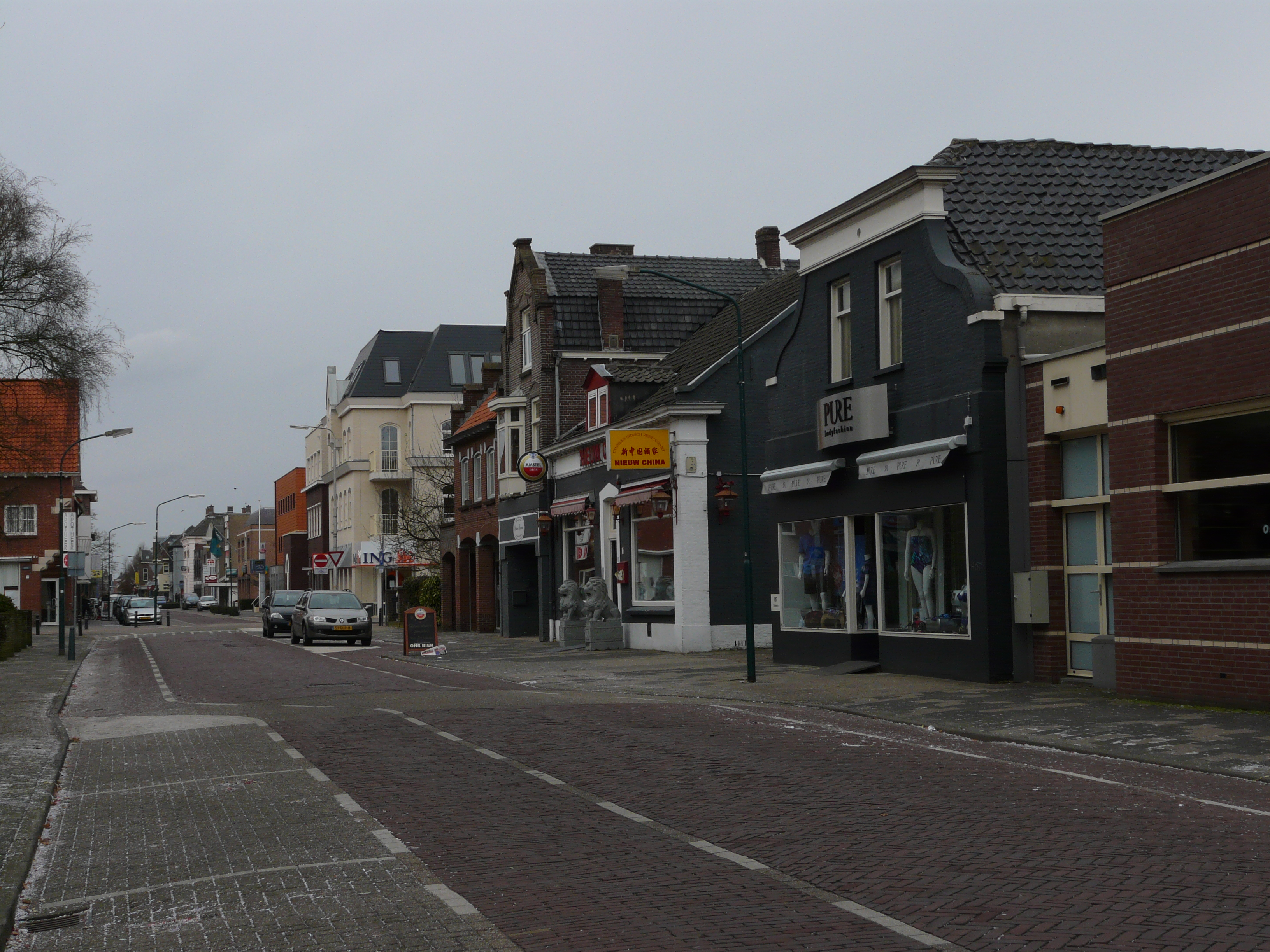
Dongen

Dongen är en kommun i provinsen Noord-Brabant i Nederländerna. Kommunens totala area är 29,72 km² (där 0,38 km² är vatten) och invånarantalet är 25 224 invånare (februari 2012).